# Premi Literari José Saramago
El Premi Literari José Saramago, instituït per la Fundação Círculo de Leitores el 1999, és atribuït a una obra literària, escrita en portuguès per joves autors, la primera edició del qual havia d'haver estat publicada a un país de la lusofonia.
El Premi celebra l'atribució del Premi Nobel de Literatura de 1998 a l'escriptor portuguès José Saramago, té una periodicitat bianual i el valor pecuniari del premi és de 25 mil euros. El jurat és compost per de 5 a 10 membres de mèrit reconegut en l'àmbit cultural.
Segons el reglament, «El Premi distingeix una obra literària en el dominio de la ficció, narrativa o novel·la, escrita em llengua portuguesa, per un escriptor amb una edat no superior a 35 anys, la primera edició del qual hagi estat publicada en qualsevol país de la lusofonia, excloses obres pòstumes.»

## Guardonats
| Edició | Any  | Obra                           | Autor               | País     | Ref    |
| ------ | ---- | ------------------------------ | ------------------- | -------- | ------ |
| 1a     | 1999 | Natureza Morta                 | Paulo José Miranda  | Portugal | [ 3 ]  |
| 2a     | 2001 | Nenhum Olhar                   | José Luís Peixoto   | Portugal | [ 4 ]  |
| 3a     | 2003 | Sinfonia em Branco             | Adriana Lisboa      | Brasil   | [ 5 ]  |
| 4a     | 2005 | Jerusalém                      | Gonçalo M. Tavares  | Portugal | [ 6 ]  |
| 5a     | 2007 | O Remorso de Baltazar Serapião | Valter Hugo Mãe     | Portugal | [ 7 ]  |
| 6a     | 2009 | As Três Vidas                  | João Tordo          | Portugal | [ 8 ]  |
| 7a     | 2011 | Os Malaquias                   | Andréa del Fuego    | Brasil   | [ 9 ]  |
| 8a     | 2013 | Os Transparentes               | Ondjaki             | Angola   | [ 10 ] |
| 9a     | 2015 | As Primeiras Coisas            | Bruno Vieira Amaral | Portugal | [ 11 ] |
| 10a    | 2017 | A Resistência                  | Julián Fuks         | Brasil   | [ 12 ] |
| 11a    | 2019 | Pão de Açúcar                  | Afonso Reis Cabral  | Portugal | [ 13 ] |